# コリアサット3号
コリアサット3号（Koreasat 3）またはムグンファ3号、ムクゲ3号は、大韓民国が打ち上げて運用していた通信衛星、静止衛星。衛星の設計製造は、ロッキード・マーチン社。運用者はKT社、後に売却されて香港のアジア・ブロードキャスト・サテライト（ABS）社が運用している。

## 売却問題
2010年から2011年にかけて、コリアサット3号は後継機（オルレ1号）が打ち上げられるとともに設計寿命が到来したため運用が外れた。しかしながら設計上の寿命を迎えても稼働できる状態であったことから、KTは、コリアサット2号およびコリアサット3号（静止衛星軌道や周波数、管制、ソフトウェアの権利も含めて）を香港の企業に45億ウォンで売却した。しかしながらこの売却は、KTの独断であり韓国政府にも製造元のロッキードマーチンにも連絡されていなかったことが後日発覚。機密の無断売却はもとより後継機の運用にも制限が及ぶなど、様々な問題が提起されるようになった。
韓国政府は、KTに対して買戻しを指示したが、香港のABS側はKT側との交渉を謝絶。逆にコリアサット3号の所有権確認と売買契約違反を理由とした損害賠償を求め、国際商業会議所仲裁裁判所に訴えた。2018年3月9日、国際商業会議所はKTに対し、約104万ドルの損害賠償をABS側に支払うよう最終判定を行っている。
ABSに所有権が移った衛星は、ABS-7と命名されて東経116度の地点で2017年現在も運用されている。